# Mega Man: The Wily Wars
Mega Man: The Wily Wars, известная в Японии как Rockman Mega World (яп. ロックマン メガワールド Роккуман Мэга Ва:рудо) — сборник ремейков трёх первых игр серии Mega Man (Mega Man, Mega Man 2 , Mega Man 3), первоначально вышедших на приставке NES, для Sega Mega Drive.
В ремейках была переработана графическая и музыкальная части, исправлены некоторые ошибки оригиналов и добавлено сохранение в энергонезависимую память картриджа. После прохождения всех трёх игр открывается дополнительная игра под названием Wily Tower.
Игра распространялась в формате картриджа в Японии и Европе, в то время как в Северной Америке она была доступна исключительно через службу Sega Channel. Из-за этого она стала одной из самых редких игр про Мегамена.

## Сюжет
Злобный доктор Уайли отправляется в прошлое с целью одолеть Мегамена в одном из их первых трёх конфликтов. Мегамену приходится заново переживать свои прошлые приключения, в которых как и прежде нужно спасти мир, побеждая роботов-мастеров посылаемых Уайли.
После того как Мегамен победил всех роботов в прошлом, Уайли угрожает, что бой ещё не окончен, и у него есть ещё 3 робота-мастера, созданных специально чтобы противостоять Мегамену. Мегамен должен использовать всё, чему научился, чтобы уничтожить Башню Уайли и окончательно победить безумного учёного.

## Игровой процесс
Основные изменения в сборнике включают в себя улучшенную графику и отранжированную под звуковой чип Mega Drive музыку.

Скриншот из игры: игрок сражается с Quick Man в Mega Man 2

Игровой процесс в целом не отличается от оригинальных NES-овских тайтлов: игрок всё также берёт на себя роль робота Мегамена (Рокмена в Японии) и должен победить каждого из 8 роботов-мастеров (в 1-й части их 6) и затем победить доктора Уайли в его крепости. Каждый робот-мастер оставляет своё уникальное оружие после победы над ним, которое в дальнейшем можно использовать. Уровни роботов-мастеров можно проходить в любом порядке, что позволяет составить наиболее выигрышную стратегию.
Одним из важных нововведений сборника является возможность сохранения игры благодаря блоку памяти SRAM в картридже, питаемому маленькой батарейкой. Сохранить игру предлагается после победы над роботом-мастером. Из-за этого нововведения в Mega Man 2 и Mega Man 3 были убраны пароли. Другие изменения включают увеличенный рост Мегамена и устранение многочисленных ошибок оригиналов.

### Wily Tower
После прохождения трёх основных игр открывается дополнительная небольшая игра Wily Tower, где игроку предстоит сражаться с 3 новыми роботами-мастерами и затем взять штурмом крепость Уайли. Отличительной особенностью игры является выбор любого оружия и предмета из всех трёх игр перед началом каждого уровня. Всего можно выбрать 8 единиц оружия и 3 предмета.

## Разработка
Художник Кэйдзи Инафунэ утверждал, что разработка игры Mega Man: The Wily Wars была передана на аутсорсинг и шла довольно медленно. Он описывал процесс отладки The Wily Wars как «настоящий кошмар», что даже ему пришлось помогать в этом процессе. «Это было настолько плохо», вспоминал он, «что я говорил себе: „Не могу поверить, что мы вышли оттуда живыми“».
При создании дизайна трёх новых боссов для Wily Tower, Инафунэ вдохновился персонажами из древнекитайского романа «Путешествие на Запад». Помимо этих персонажей, единственным другим художественным вкладом Инафунэ в игру было изображение Мегамена и Раша на обложке игры. Саундтрек The Wily Wars представляет собой FM-ремиксы оригинальных музыкальных композиций первых игр серии Mega Man, а также несколько собственных треков для уровней Wily Tower. Композитор The Wily Wars не был официально указан в финальных титрах компанией Capcom. По словам звукорежиссёра игры Кодзи Мурата, над музыкой и аранжировкой работала Кинуё Ямасита.

## Выпуск
После успеха Street Fighter II: Champion Edition на Mega Drive, в США в начале 1994 года начали распространяться слухи о разработке новой игры в серии Mega Man для консоли Sega. The Wily Wars была представлена компанией Sega of America на собрании Sega Summit в мае того же года. The Wily Wars была выпущена в Японии 21 октября 1994 года, и стала первой игрой серии Mega Man, выпущенной не на игровой системе Nintendo. В октябрьском выпуске журнала Game Players сообщалось, что выпуск The Wily Wars в Северной Америке был отложен на неопределенный срок из-за проблем с графикой. В апрельском выпуске GamePro 1996 года сообщалось, что игра была отменена. Тем не менее, игра была выпушена через сервис Sega Channel.
Европейская версия игры не получила региональных патчей, из-за чего общая скорость игры и музыки снизилась.

## Отзывы
Критическое восприятие Mega Man: The Wily Wars было благоприятным. Кристиан Натт и Джастин Спир из GameSpot заявили, что игра «обязательна для каждого серьёзного фаната Мега Мэна». Критик от Sega-16 Роберт Менес суммировал: «Хотя в ней и есть несколько недостатков, которые отдаляют её от звания абсолютного „must have“, это по-прежнему Mega Man, а игры Mega Man являются одной из лучших и самых ярких серий платформеров». Джереми Пэрриш из 1UP.com пометил Mega Man: The Wily Wars как «Не стоит!» из-за недостатков дизайна, которое по мнению обозревателя не дают игре быть выдержанной как оригинальные игры для NES. Среди редакторов Nintendo Power у Mega Man: The Wily Wars отмечался неизменно высокий рейтинг, как у игры, которую они хотели бы видеть на сервисе Wii Virtual Console.

## Наследие
Из-за того, что игра не получила физического релиза в Северной Америке, а в Европе вышла ограниченным тиражом, она стала одной из самых редких игр о Мегамене. Цены на оригинальные картриджи на рынке коллекционеров доходят до 800 долларов за японское издание, и до 1600 долларов за европейское. В 2021 году игра получила официальное переиздание на катриджах от Retro-bit, тем самым впервые получив релиз в Северной Америке в физическом виде.
В 2019 году игра была включена в библиотеку игр Sega Genesis Mini. С августа 2022 года игра доступна на Nintendo Switch в коллекции «16-битная классика от SEGA» для подписчиков Nintendo Switch Online.
С 2022 года группой фанатов разрабатывается homebrew-игра Mega Man: The Sequel Wars, представляющая собой 16-битные ремейки 4-6 частей оригинальной серии в стиле Wily Wars на Mega Drive. В мае 2023 года был полностью сделан ремейк Mega Man 4, вышедший под названием Episode Red. В апреле 2024 года был выпущен тизер Episode Blue — ремейка Mega Man 5. В будущем также планируется выход ремейка Mega Man 6 и Wily Tower 2.

## Печатные источники
Mega Man: The Wily Wars Instruction Manual (англ.) // Capcom. — 1994.